# Ricardo Pereira (Fußballspieler)
Ricardo Pereira, mit vollem Namen Ricardo Domingos Barbosa Pereira (* 6. Oktober 1993 in Lissabon), ist ein portugiesischer Fußballspieler.

## Karriere

### Im Verein
Ricardo Pereira spielte in der Jugend für die Lissaboner Vereine CF Benfica und Sporting, ehe er nach einem Jahr bei Naval 1º de Maio seine Ausbildung 2012 bei Vitória Guimarães beendete. Am 1. April 2012 debütierte er in der Primeira Liga. In der Saison 2012/13 bestritt er 27 Ligaspiele. Zusätzlich erzielte er im Pokal in sechs Einsätzen sechs Tore, darunter das Siegtor im Finale gegen Benfica Lissabon, das zum ersten Pokalsieg der Vereinsgeschichte führte. Zur Saison 2013/14 wechselte Pereira zum FC Porto. Dort spielte er sowohl in der Profi- als auch Reserveauswahl. Zur Saison 2015/16 wurde er an OGC Nizza ausgeliehen.

### In der Nationalmannschaft
Ricardo Pereira bestritt 35 Länderspiele für Portugals Nachwuchsnationalteams und schoss dabei 12 Tore. Er war Teil des portugiesischen Kaders, der den zweiten Platz bei der U21-EM 2015 erreichte. Am 14. November 2015 debütierte er unter Nationaltrainer Fernando Santos im Rahmen eines Freundschaftsspiels gegen Russland in der A-Nationalmannschaft.